# John Bertram Peterson
John Bertram Peterson (* 15. Juli 1871 in Salem, Massachusetts, USA; † 15. März 1944) war ein US-amerikanischer Geistlicher und römisch-katholischer Bischof von Manchester.

## Leben
John Bertram Peterson empfing am 15. September 1899 das Sakrament der Priesterweihe für das Erzbistum Boston.
Papst Pius XI. ernannte ihn am 7. Oktober 1927 zum Titularbischof von Hippos und zum Weihbischof in Boston. Der Erzbischof von Boston, William Henry Kardinal O’Connell, spendete ihm am 10. November desselben Jahres die Bischofsweihe; Mitkonsekratoren waren der Bischof von Manchester, George Albert Guertin, und der Bischof von Portland, John Gregory Murray.
Am 13. Mai 1932 ernannte ihn Papst Pius XI. zum Bischof von Manchester.